# Teneriffiidae
Teneriffiidae  (лат.) — семейство хищных тромбидиформных клещей из подотряда Prostigmata. В мире известно около 15 видов. Встречаются всесветно, кроме Антарктики: Северная и Южная Америка, Африка, Азия, Австралия, Европа.

## Описание
Микроскопического размера клещи (длина менее 1 мм: от 0,7 до 0,9 мм). Пальпы 5-члениковые. Тело вытянутое с оволосёнными ногами, адаптированными для бега. Рострум короткий и широкий. Встречаются на прибрежных песках и в семиаридных пустынях. Хищники, живущие в разнообразных условиях (на почве, под камнями, возможно арбореальные. Один вид найден на высоте в 5 000 м в Гималайских горах (Himalteneriffia riccabonai Schmölzer, 2002), а другой (Neoteneriffiola xerophila Bernardi et al., 2012) в пещерах тропической Бразилии (Walter et al. 2009). В ископаемом состоянии известны из балтийского янтаря.

## Систематика
Около 15 видов. Вместе с тремя небольшими семействами Adamystidae, Anystidae и Pseudocheylidae входит в состав надсемейства Anystoidea.
Таксон был впервые выделен в 1911 году зоологом С. Тором (Thor, S.; 1911) и назван по типовому роду Teneriffia Thor, 1911, описанному с о. Тенерифе (Атлантический океан, западное побережье Африки).
- Austroteneriffia Womersley, 1935[12]
  - Austroteneriffia hirsti Womersley, 1935 [переописание, Judson 1995:830] — Австралия
  - Austroteneriffia hojoensis (Shiba & Furukawa, 1975) [syn. Judson 1995:833] — Япония[13]
    - =Neoteneriffiola hojoensis Shiba & Furukawa, 1975]

  - Austroteneriffia japonica (Ehara, 1965) [syn. Judson 1995:833] — Япония
    - =Neoteneriffiola japonica Ehara, 1965

  - Austroteneriffia kamalii Ueckermann & Khanjani, 2002 — Иран
  - Austroteneriffia leei Judson, 1995 — Австралия
  - Austroteneriffia tadjikistanica (Wainstein, 1969) [syn. Judson 1995:838] — Таджикистан
    - =Neoteneriffiola tadjikistanica Wainstein, 1969
- Himalteneriffia Schmölzer, 2002[7]
  - Himalteneriffia riccabonai Schmölzer, 2002 — Гималаи, на высотах до 5000 м
- Mesoteneriffiola Schmölzer, 1956
  - Mesotenerifflola alpina Schmölzer, 1956 — Европа, Швейцария
- Neoteneriffiola Hirst, 1924[14]
  - Neoteneriffiola luxoriensis Hirst, 1924 — Египет
  - Neoteneriffiola uta Tibbets, 1958 — США
  - Neoteneriffiola xerophila Bernardi et al., 2012 — Бразилия
- Parateneriffia Thor, 1911 [не синоним рода Austroteneriffia по мнению Judson 1995:827]; [=Mesotenereffia  Irk, 1939] [Типовой вид = steinbocki; syn. McDaniel 1976]; [=Neoteneriffiola  Hirst, 1924] [syn. McDaniel 1976; Diagnostic, Yin, Bei & Li 1995:434; not syn. Judson 1994:116]
  - Parateneriffia steinbocki  (Irk, 1939) — Европа
    - =Mesotenereffia steinbocki  Irk, 1939

  - Parateneriffia bipectinata  Thor, 1911  — Южная Америка, Типовой вид
  - Parateneriffia coineaui (Judson, 1994) — Намибия
    - =Neoteneriffiola coineaui Judson, 1994
- Sinoteneriffia Yin, Bei & Li, 1994/5 — Китай[15]
  - Sinoteneriffia nuda Yin, Bei & Li, 1994/5
- Teneriffia Thor, 1911 = синонимы (2): Heteroteneriffia — Teneriffiola
  - Teneriffia marina (Hirst, 1925) — Малайзия
    - = Heteroteneriffia marina Hirst, 1926

  - Teneriffia mexicana McDaniel, Morihara & Lewis, 1976 — Мексика[16]
  - Teneriffia mortoni (Luxton, 1993) — Гонконг[17]
    - =Heteroteneriffia mortoni Luxton, 1993

  - Teneriffia quadripapillata Thor, 1911  — Тенерифе